# Gustavo Gallinal
Gustavo Gallinal (Montevideo, 1889 - ibídem, 1951) fou un advocat, historiador, escriptor i polític uruguaià pertanyent al Partit Nacional.

## Biografia
Graduat en Dret a la Universitat de la República. Integrà l'Assemblea Constituent de 1916, participant activament en la redacció de la Constitució de 1917. Integrà el Consell Nacional d'Administració fins a la seva dissolució pel cop d'estat de Gabriel Terra.
Milità activament al Nacionalisme Independent, essent moltes vegades diputat i senador. Fou a més a més ministre de Ramaderia (1945-1947).
Historiador destacat, fou el creador de l'Archivo Artigas (1944). Membre d'honor de l'Institut Històric i Geogràfic de l'Uruguai. Fou professor de literatura en l'ensenyament secundari. Autor de nombrosos llibres.
El seu net Francisco Gallinal és un destacat polític contemporani.